# ワンダー・フランコ
ワンダー・サミュエル・フランコ（Wander Samuel Franco, 2001年3月1日 - ）は、ドミニカ共和国ペラビア州バニ出身のプロ野球選手（内野手）。右投両打。MLBのタンパベイ・レイズ所属。
同名の兄2人もプロ野球選手であり、メジャーリーガーのウィリーとエリックのアイバー兄弟は叔父にあたる。

## 経歴
2017年の海外アマチュアFAで大谷翔平に次ぐ注目株と見なされていた。7月2日にタンパベイ・レイズと契約してプロ入り。
2018年にMLB.comが発表したプロスペクトランキングでは、レイズの組織内で8位（シーズン途中で1位に上昇）にランクインした。この年に傘下のアパラチアンリーグのルーキー級プリンストン・レイズでプロデビュー。61試合に出場して打率.351、11本塁打、57打点、4盗塁を記録した。さらにシーズン終了後には、前述のプロスペクトランキングのMLB全体で圏外から14位にランクインしている。
2019年はA級ボーリンググリーン・ホットロッズで開幕を迎えた。シーズン途中にA+級シャーロット・ストーンクラブズに昇格した。オールスター・フューチャーズゲームに選出された。最終的に2チーム合計で114試合に出場して打率.327、9本塁打、53打点、11盗塁を記録した。
2020年の開幕前に発表されたプロスペクトランキングにおいて、MLB全体で1位にランクインした。この年はCOVID-19の影響でマイナーリーグのシーズンが中止となり、公式戦への出場はなかった。
2021年はAAA級ダーラム・ブルズで開幕を迎えた。6月20日にメジャーに昇格することが発表された。6月22日にメジャー契約を結んでアクティブ・ロースター入りし、ロールス・ロイスで球場入りした。同日のボストン・レッドソックス戦にて「2番・三塁手」で先発出場してメジャーデビューを果たし、エドゥアルド・ロドリゲスからメジャー初安打となる3点本塁打を放った。以降、レギュラーとして定着。9月6日の試合で6打数4安打を記録し、連続試合出塁をミッキー・マントルが持つ36試合のアメリカンリーグタイ記録に並ぶ。翌7日のレッドソックス戦は、4打数無安打だったが1四球を選び、連続出塁を37試合に更新。20歳以下の選手では、マントルが記録した36試合を超え、ア・リーグ新記録を樹立した。オフには新人王候補になったが、チームメイトのランディ・アロサレーナが受賞し、フランコ自身は3位だった。11月27日に11年総額1億8200万ドルで契約を延長した。12年目は球団側のオプションとなる。
2023年はシーズン開幕前の3月に開催された第5回ワールド・ベースボール・クラシック（WBC）のドミニカ共和国代表に選出された。
シーズンでは7月4日に故障で辞退したアーロン・ジャッジの代替選手として、初めてオールスターゲームに選出された。しかし、未成年者との不適切行為疑惑が報道されたことで8月12日に制限リスト入りし、23日から休職措置が執られた。
2024年1月1日、母国ドミニカ共和国で裁判所への出頭要請に応じなかったことから逮捕された。未成年者との不適切行為疑惑をめぐり、同国内で少なくとも2件の被害届が出されているという。3日に裁判所で罪状認否を求められる予定になっていた。フランコは2024年7月9日に正式に起訴され、MLBはフランコを休職措置から制限リストに変更した。
2025年6月26日、フランコに対し拘禁刑2年の執行猶予付き有罪判決が言い渡された。有罪判決を受けたことにより、ドミニカ共和国国籍であるフランコに対するアメリカ合衆国政府のビザ発給が認められない可能性が高く、アメリカ合衆国への入国ができない限り制限リスト入りは継続し、その間タンパベイ・レイズは11年総額1億8200万ドルという契約に基づく年俸支払義務が停止するほか、MLB機構による更なる調査の結果、同機構の家庭内暴力、性的暴行、児童虐待禁止に関する規約違反が認められた場合、機構からの罰則対象となる可能性もある。またフランコは本件とは別に、ドミニカ共和国内で拳銃の不法所持でも起訴されており、上記有罪判決とは別の裁判の判決を待っている状態とのことである。

## 詳細情報

### 年度別打撃成績
| 年 度    | 球 団    | 試 合 | 打 席 | 打 数 | 得 点 | 安 打 | 二 塁 打 | 三 塁 打 | 本 塁 打 | 塁 打 | 打 点 | 盗 塁 | 盗 塁 死 | 犠 打 | 犠 飛 | 四 球 | 敬 遠 | 死 球 | 三 振 | 併 殺 打 | 打 率 | 出 塁 率 | 長 打 率 | O P S |
| -------- | -------- | ----- | ----- | ----- | ----- | ----- | -------- | -------- | -------- | ----- | ----- | ----- | -------- | ----- | ----- | ----- | ----- | ----- | ----- | -------- | ----- | -------- | -------- | ----- |
| 2021     | TB       | 70    | 308   | 281   | 53    | 81    | 18       | 5        | 7        | 130   | 39    | 2     | 1        | 0     | 1     | 24    | 0     | 2     | 37    | 2        | .288  | .347     | .463     | .810  |
| 2022     | TB       | 83    | 344   | 314   | 46    | 87    | 20       | 3        | 6        | 131   | 33    | 8     | 0        | 0     | 4     | 26    | 1     | 0     | 33    | 5        | .277  | .328     | .417     | .746  |
| 2023     | TB       | 112   | 491   | 442   | 65    | 124   | 23       | 6        | 17       | 210   | 58    | 30    | 10       | 0     | 4     | 42    | 3     | 3     | 69    | 18       | .281  | .344     | .475     | .819  |
| MLB：3年 | MLB：3年 | 265   | 1143  | 1037  | 164   | 292   | 61       | 14       | 30       | 471   | 130   | 40    | 11       | 0     | 9     | 92    | 4     | 5     | 139   | 25       | .282  | .340     | .454     | .795  |

- 2023年度シーズン終了時

### ポストシーズン打撃成績
| 年 度     | 球 団     | シ リ ｜ ズ | 試 合 | 打 席 | 打 数 | 得 点 | 安 打 | 二 塁 打 | 三 塁 打 | 本 塁 打 | 塁 打 | 打 点 | 盗 塁 | 盗 塁 死 | 犠 打 | 犠 飛 | 四 球 | 敬 遠 | 死 球 | 三 振 | 併 殺 打 | 打 率 | 出 塁 率 | 長 打 率 | O P S |
| --------- | --------- | ----------- | ----- | ----- | ----- | ----- | ----- | -------- | -------- | -------- | ----- | ----- | ----- | -------- | ----- | ----- | ----- | ----- | ----- | ----- | -------- | ----- | -------- | -------- | ----- |
| 2021      | TB        | ALDS        | 4     | 19    | 19    | 5     | 7     | 2        | 0        | 2        | 15    | 4     | 0     | 0        | 0     | 0     | 0     | 0     | 0     | 3     | 0        | .368  | .368     | .789     | 1.158 |
| 2022      | TB        | ALWC        | 2     | 10    | 9     | 0     | 1     | 0        | 0        | 0        | 1     | 0     | 0     | 0        | 0     | 0     | 1     | 0     | 0     | 2     | 0        | .111  | .200     | .111     | .311  |
| 出場：2回 | 出場：2回 | 出場：2回   | 6     | 29    | 28    | 5     | 8     | 2        | 0        | 2        | 16    | 4     | 0     | 0        | 0     | 0     | 1     | 0     | 0     | 5     | 0        | .286  | .310     | .571     | .882  |

- 2022年度シーズン終了時

### WBCでの打撃成績
| 年 度 | 代 表          | 試 合 | 打 席 | 打 数 | 得 点 | 安 打 | 二 塁 打 | 三 塁 打 | 本 塁 打 | 塁 打 | 打 点 | 盗 塁 | 盗 塁 死 | 犠 飛 | 四 球 | 敬 遠 | 死 球 | 三 振 | 併 殺 打 | 打 率 | 出 塁 率 | 長 打 率 |
| ----- | -------------- | ----- | ----- | ----- | ----- | ----- | -------- | -------- | -------- | ----- | ----- | ----- | -------- | ----- | ----- | ----- | ----- | ----- | -------- | ----- | -------- | -------- |
| 2023  | ドミニカ共和国 | 3     | 12    | 9     | 0     | 2     | 0        | 0        | 0        | 2     | 0     | 1     | 0        | 0     | 3     | 0     | 0     | 1     | 0        | .222  | .417     | .222     |

### 年度別守備成績
| 年 度 | 球 団 | 二塁（2B） | 二塁（2B） | 二塁（2B） | 二塁（2B） | 二塁（2B） | 二塁（2B） | 二塁（2B） | 二塁（2B） | 三塁（3B） | 三塁（3B） | 三塁（3B） | 三塁（3B） | 三塁（3B） | 三塁（3B） | 三塁（3B） | 三塁（3B） | 遊撃（SS） | 遊撃（SS） | 遊撃（SS） | 遊撃（SS） | 遊撃（SS） | 遊撃（SS） | 遊撃（SS） | 遊撃（SS） |
| 年 度 | 球 団 | 試 合      | 刺 殺      | 補 殺      | 失 策      | 併 殺      | 守 備 率   | D R S      | U Z R      | 試 合      | 刺 殺      | 補 殺      | 失 策      | 併 殺      | 守 備 率   | D R S      | U Z R      | 試 合      | 刺 殺      | 補 殺      | 失 策      | 併 殺      | 守 備 率   | D R S      | U Z R      |
| ----- | ----- | ---------- | ---------- | ---------- | ---------- | ---------- | ---------- | ---------- | ---------- | ---------- | ---------- | ---------- | ---------- | ---------- | ---------- | ---------- | ---------- | ---------- | ---------- | ---------- | ---------- | ---------- | ---------- | ---------- | ---------- |
| 2021  | TB    | 1          | 2          | 4          | 0          | 0          | 1.000      | 0          | 0.1        | 8          | 5          | 12         | 4          | 1          | .810       | -1         | -1.9       | 63         | 69         | 141        | 5          | 28         | .977       | 6          | 0.3        |
| 2022  | TB    | -          | -          | -          | -          | -          | -          | -          | -          | -          | -          | -          | -          | -          | -          | -          | -          | 72         | 68         | 172        | 5          | 26         | .980       | 0          | 1.9        |
| 2023  | TB    | -          | -          | -          | -          | -          | -          | -          | -          | -          | -          | -          | -          | -          | -          | -          | -          | 111        | 116        | 310        | 9          | 55         | .979       | 16         | 4.0        |
| MLB   | MLB   | 1          | 2          | 4          | 0          | 0          | 1.000      | 0          | 0.1        | 8          | 5          | 12         | 4          | 1          | .810       | -1         | -1.9       | 246        | 253        | 623        | 19         | 109        | .979       | 22         | 6.2        |

- 2023年度シーズン終了時

### 記録
MiLB
- オールスター・フューチャーズゲーム選出：1回（2019年）

MLB
- MLBオールスターゲーム選出：1回（2023年）

### 代表歴
- 2023 ワールド・ベースボール・クラシック・ドミニカ共和国代表

### 背番号
- 5（2021年 - 2023年）